# 勃朗杜塔库峰
勃朗杜塔库峰 （Mont Blanc du Tacul）海拔4,248米，是法国阿尔卑斯山脉的一座山峰，位于南针峰和勃朗峰之间。
正式记载的首次登顶为1855年8月15日，一支无向导的团队共同完成，成员包括：查尔斯·赫德森、爱德华·约翰·史蒂文森、克里斯托夫·格伦威尔·史密斯、詹姆斯·格伦威尔·史密斯、爱德华·舍利·肯尼迪、查尔斯·安斯利和G·C·乔德（ G. C. Joad）。